# Плоское (Корочанский район)
Плоское — село в Корочанском районе Белгородской области, административный центр Плосковского сельского поселения.

## География
Село Плоское расположено в срединной части Белгородской области, на реке Корене, в 13,9 км по прямой к юго-западу от районного центра, города Корочи, в 25,7 км по прямой к северо-востоку от северо-восточных окраин города Белгорода. Ближайшие населённые пункты: хутор Ионовка к юго-западу, ниже по руслу Кореня, село Алексеевка к северо-востоку, выше по руслу Кореня — на том же берегу; хутора Песчаное и Сороковка к северу — на противоположном, правом, берегу Кореня.

## История
Село Плоское основано примерно в начале XVIII века переселенцами с Украины. Основным занятием их было земледелие. Занимались хлебопашеством. Наряду с земледелием стали развиваться ремесла: колесники, бондари, столяры. В селе Плоском был кирпичный завод.
В 1881 году на средства прихожан в селе Плоском построена церковь. Называлась она Казанской в честь иконы Казанской Божией Матери. Строительство церкви длилось 12 лет. Церковь возводили из местного материала, кирпич брали с завода, который располагался в селе, а известь выжигали под белой горой. При церкви была церковно-приходская школа.
В ноябре 1917 года в селе была провозглашена Советская власть. Создавались большевистские партийные организации, комитеты деревенской бедноты, которые в соответствии с декретом о земле конфисковывали церковное имущество и кулацкие хозяйства.
В 1927 году в селе Плоскоv из кулацкого дома Погорелова Афония сделали сельский клуб.
В годы Великой Отечественной войны село было в оккупации с июня 1942 года по февраль 1943 года.
В 2004 году в селе Плоском построено здание культурно-спортивного комплекса и восстановлен храм. На территории бывшего сельского клуба при храме открыта мастерская резьбы по дереву, где изготавливаются деревянные резные иконостасы для храмов Белгородской области.
В 2005 году в центре села Плоского в рамках программы «60 добрых дел Белгородчины 60-летию Победы» высажен яблоневый сад из 60 деревьев, установлены малые архитектурные формы, построен детский городок, обустроена рекреационная зона местного значения «Дубрава».
В 2015 году в честь 70-летия Победы высажена Аллея Славы в центре села Плоского.

## Население
| 2002 | 2010 |
| ---- | ---- |
| 249  | ↘247 |